# Eqrem-Çabej-Universität
Die Eqrem-Çabej-Universität ist eine staatliche Universität in der albanischen Stadt Gjirokastra. Sie wurde 1968 als externe Handelsschule der Universität Tirana gegründet. 1969 startete eine Landwirtschaftsschule sowie ein pädagogisches Institut. Im Jahr 1991 wurde die Institution selbständig und zur Universität erhoben. In der naturwissenschaftlichen Fakultät werden die Fächer Mathematik, Informatik, Physik, Biologie und Chemie unterrichtet sowie ein Studiengang für Hebammen angeboten. Die Fakultät für Pädagogik und Sprachwissenschaften bietet die Studienfächer Geschichte, Geographie, Wirtschaft und diverse Sprachen sowie pädagogische Ausbildungen. Eine Abteilung für griechische Sprache, Literatur und Kultur richtet sich insbesondere an die griechische Minderheit.
Benannt ist die Hochschule nach Eqrem Çabej (* 7. August 1908; † 13. August 1980), einem aus der Stadt stammenden Linguisten.
Die Universität ist Mitglied der Netzwerk der Balkan-Universitäten.